# Rosthuvad vitbukspapegoja
Rosthuvad vitbukspapegoja (Pionites leucogaster) är en fågel i familjen västpapegojor inom ordningen papegojfåglar.

## Utseende och läte
Rosthuvad vitbukspapegoja är en rätt liten papegoja med kort stjärt. Ryggen är grön och huvudet gult, medan undersidan är vit eller gul. Den är mindre än andra kortstjärtade papegojor och verkar rätt storhövdad. Lätena består av ljusa och sträva skrin.

## Utbredning och systematik
Rosthuvad vitbukspapegoja delas in i tre underarter:
- Pionites leucogaster xanthomerius – förekommer från östra Peru och norra Bolivia till västra Brasilien söder om Amazonfloden
- Pionites leucogaster xanthurus – förekommer i Brasilien söder om Amazonas (floderna Purus och Juruá till Madeira)
- Pionites leucogaster leucogaster – förekommer i norra Brasilien, söder om Amazonas (Rio Madeira till Maranhão)

Birdlife International och IUCN urskiljer sedan 2014 xanthomerius och xanthurus som de egna arterna "svartbent" respektive "gulstjärtad vitbukspapegoja". 

## Levnadssätt
Rosthuvad vitbukspapegoja hittas i låglänt regnskog. Den födosöker och flyger vanligen parvis eller i smågrupper uppe i trädtaket.

## Status
IUCN bedömer hotstatus för underarterna (eller arterna) var för sig, xanthomerius och xanthurus som livskraftiga och leucogaster i begränsad mening som sårbar.

## Bildgalleri

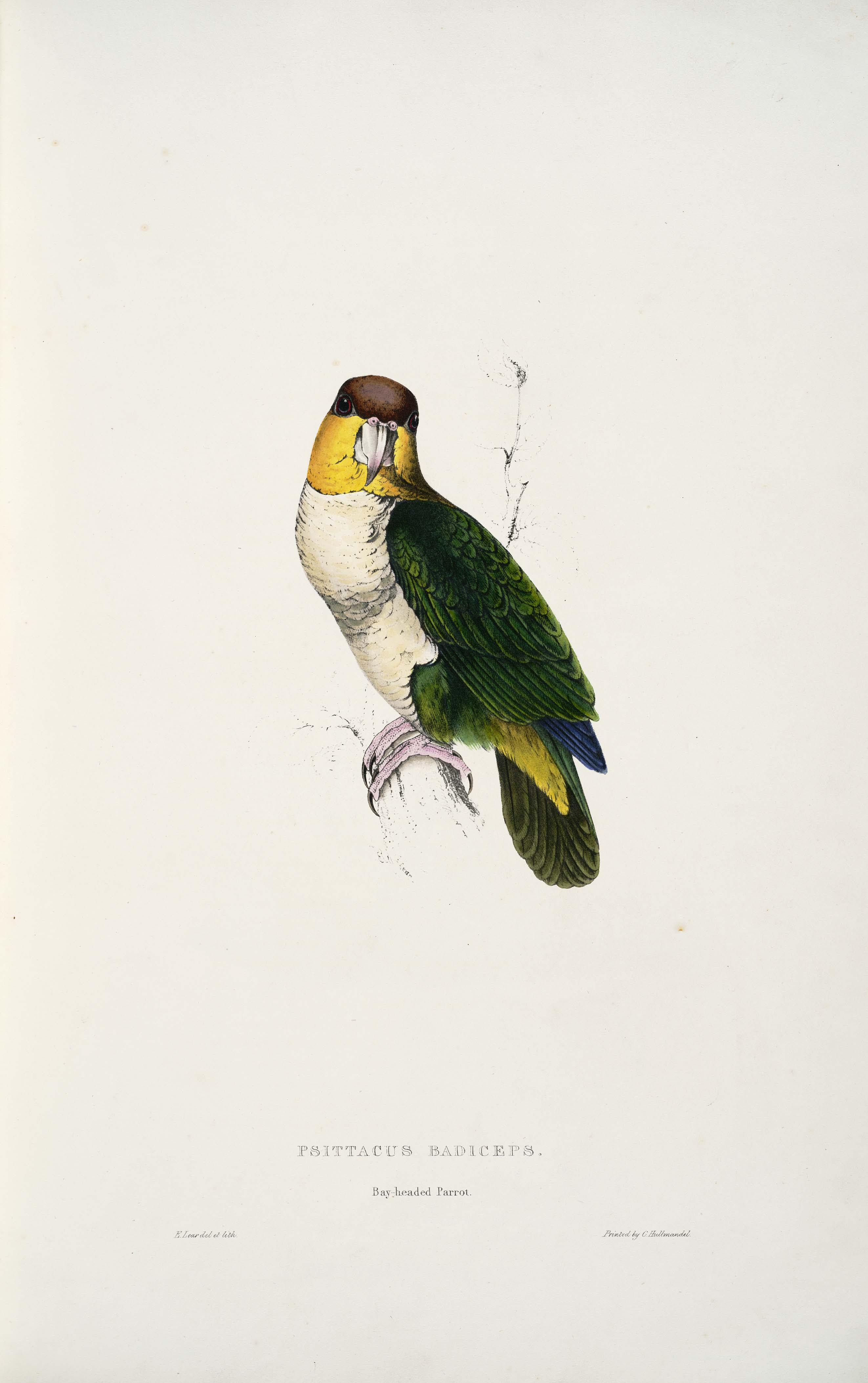
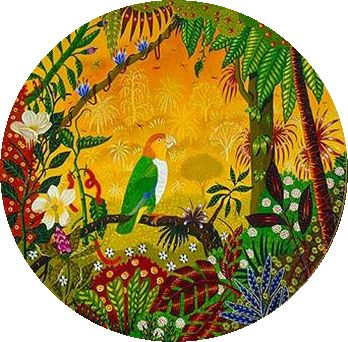
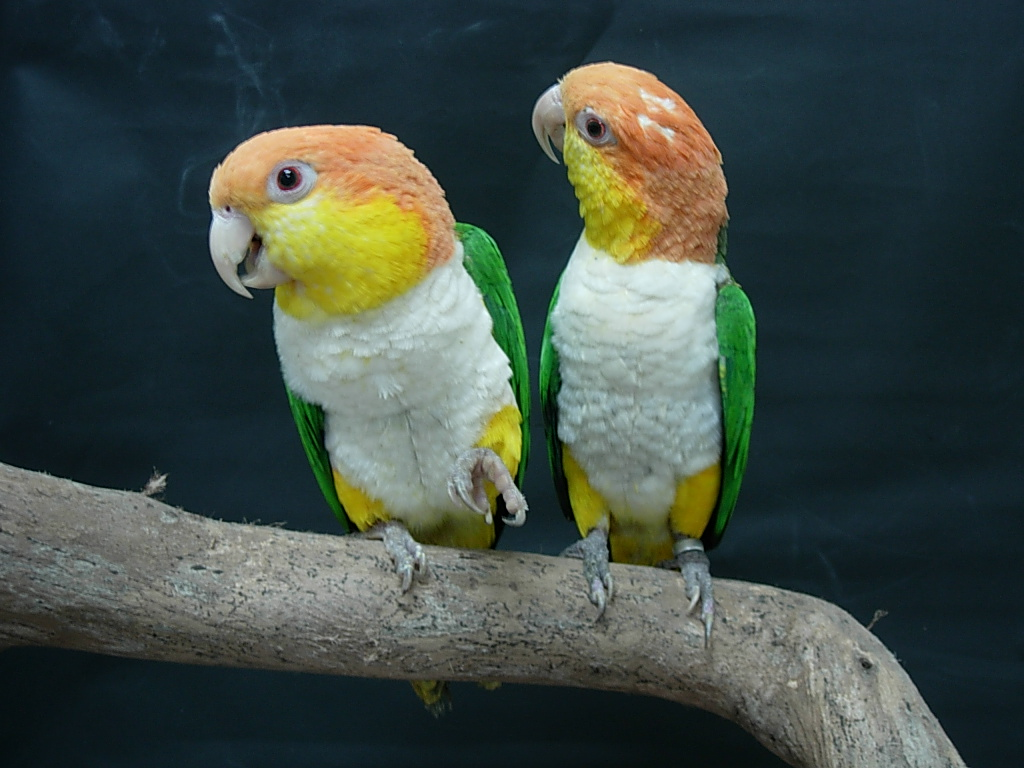
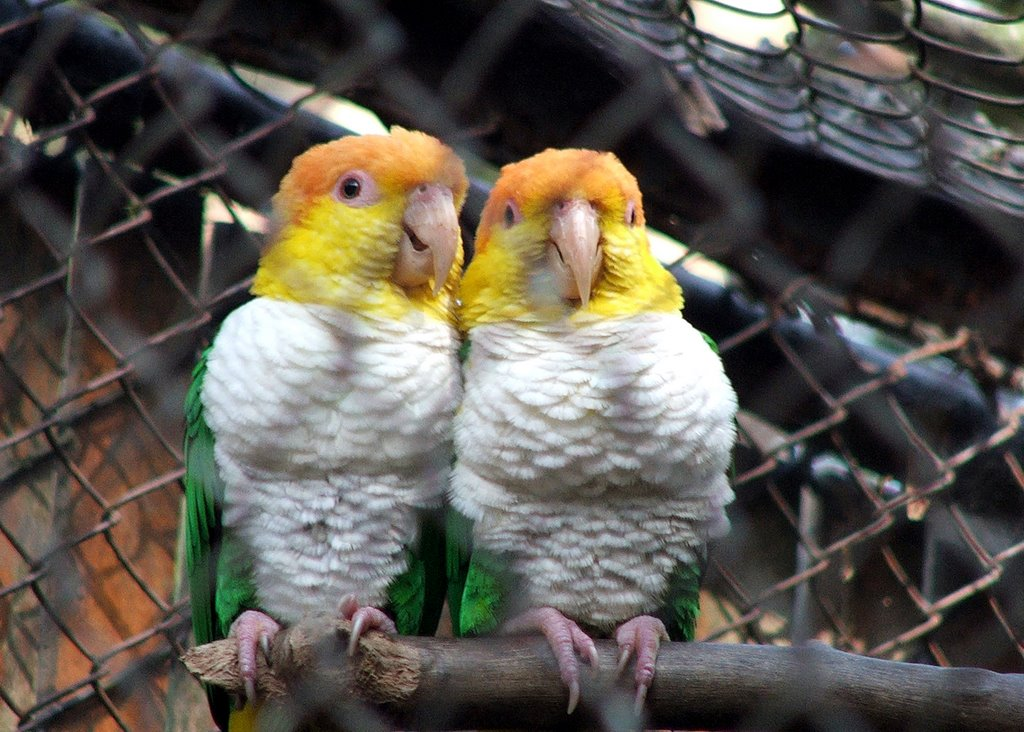
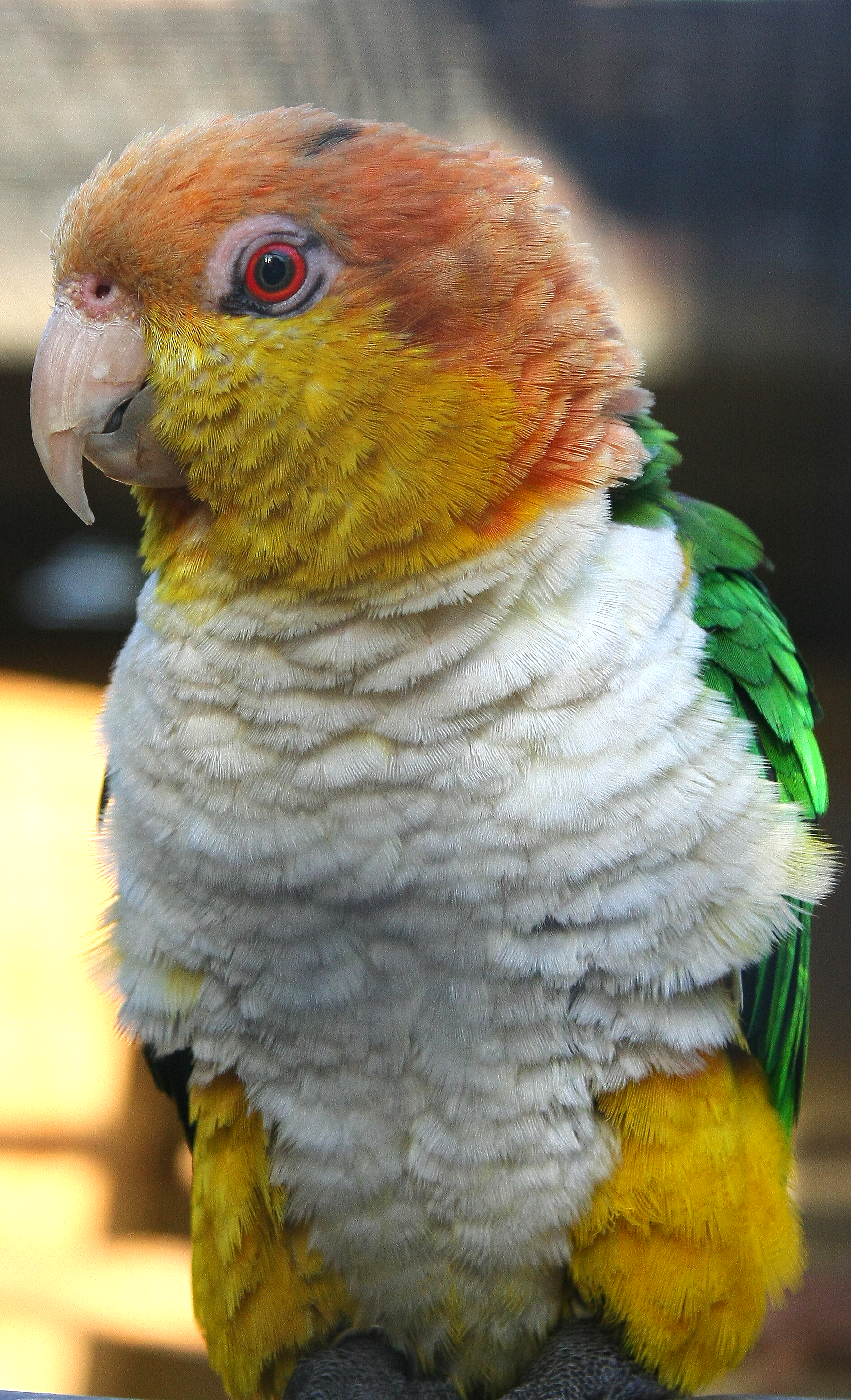
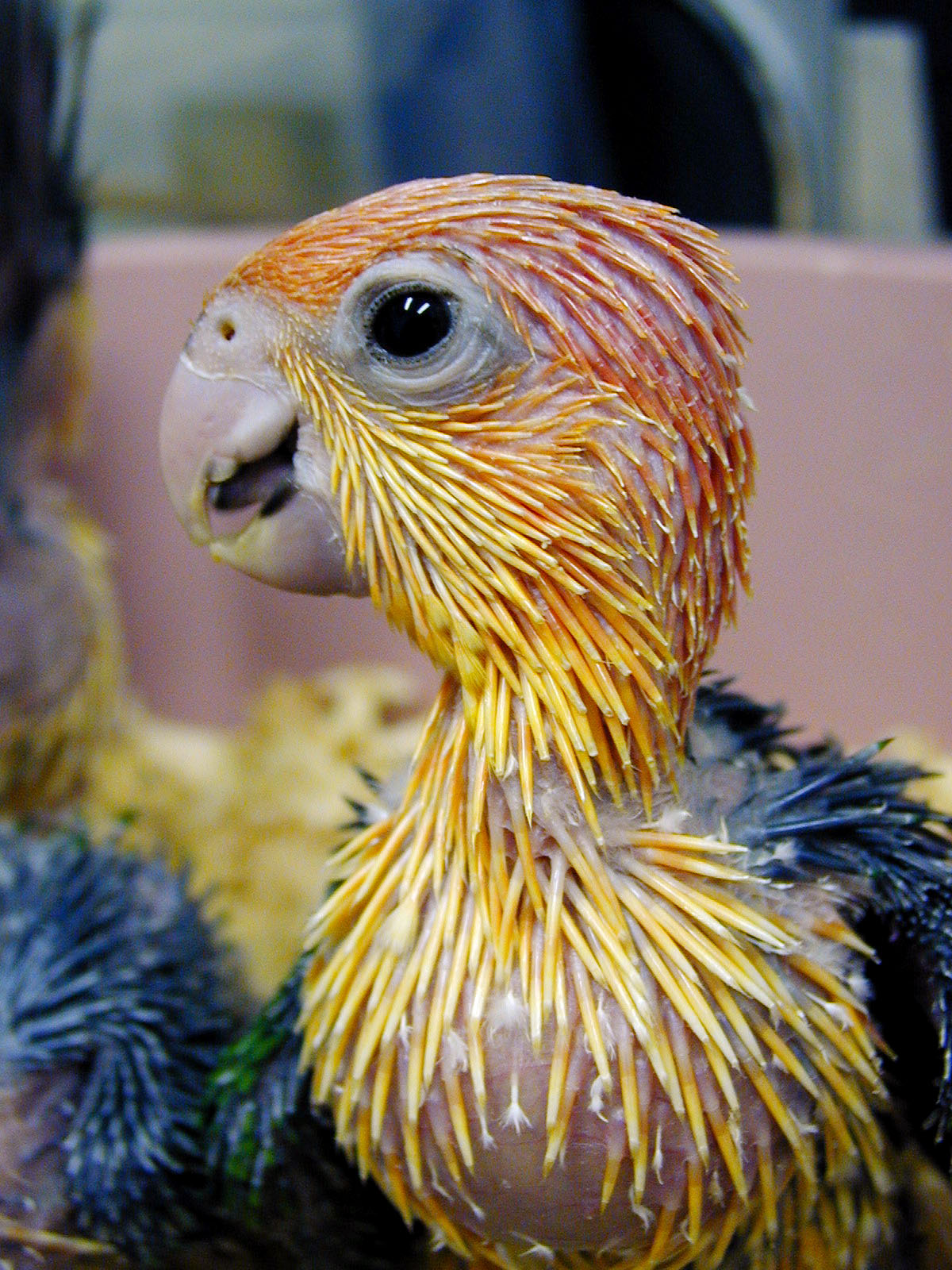
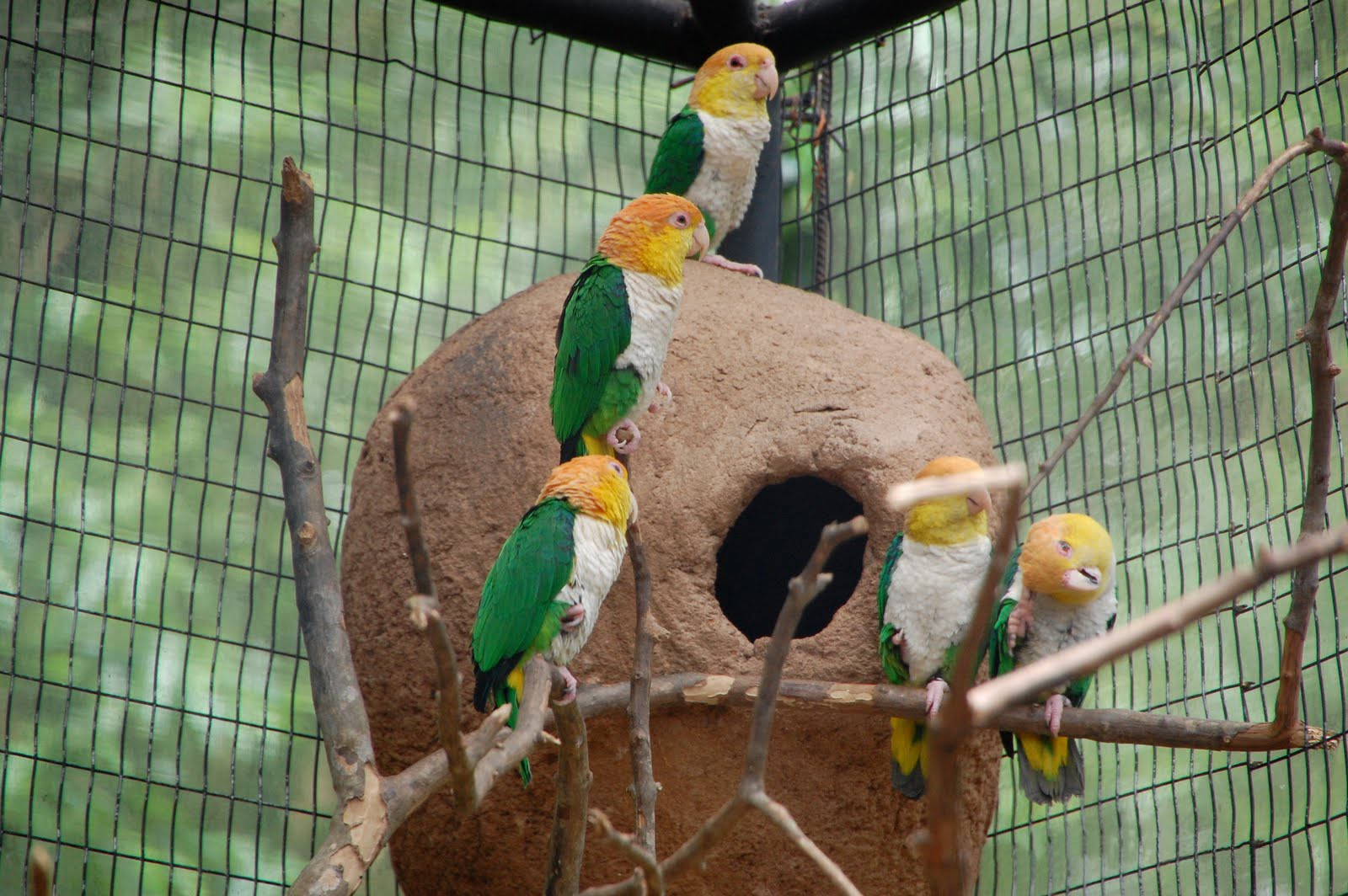